# Економіка Швейцарії
Швейцарія — одна з розвинутих країн світу. Основна відмінність цієї країни — політика нейтралітету, що дозволило уникнути розрухи після двох світових війн.

## Банківський сектор
Банківський сектор економіки традиційно характеризується низьким оподаткуванням. У країні створена найсильніша кредитно-фінансова система. Активи другого за розміром у світі й найбільшому банку Швейцарії UBS досягають майже одного трильйона доларів. Швейцарські банки вважаються надійними і перспективними.

## Сектори економіки Швейцарії
Економіка Швейцарії поділяється на чотири сектори:
- транснаціональні корпорації, зареєстровані у Швейцарії, які приносять більшу частину національного доходу;
- малі та середні підприємства, які спеціалізуються на експортних операціях;
- державні і наполовину приватизовані компанії — поштова служба, оператор мереж зв'язку Swisscom, електроенергетична система;
- численна група малих підприємств із невисокою продуктивністю праці, що займаються дрібною торгівлею, будівництвом, сільським господарством, наданням туристичних послуг та інше.

Перший сектор. Порівняно з іншими країнами кількість транснаціональних корпорацій велика. Це, зокрема, банки UBS і Credit Suisse, страхова компанія Zurich, компанія харчової промисловості Nestlé, фармацевтичні компанії Novartis і Roche, годинникове підприємство Swatch.
Другий сектор. Невеликі компанії, які спеціалізуються в машинобудуванні, проектуванні, біотехнологіях, медичній техніці. Ці підприємства роблять значні інвестиції в НДДКР і експортують більшу частину продукції. Так само як і у випадку з великими міжнародними компаніями, їхня частка в структурі зайнятості невелика, а внесок у національну економіку — значний.
Третій сектор складається з державних і частково приватизованих підприємств, на яких працює майже чверть працездатного населення країни. Можливо, наступна приватизація дозволить поліпшити фінансово-економічні результати цього сектора, хоча інтенсивного розвитку очікувати не слід.
Четвертий сектор — малі і середні підприємства, які працюють на внутрішньому ринку в галузях будівництва, роздрібної торгівлі, готельного бізнесу і ресторанної справи, у сфері надання консультаційних послуг і т. д. Ці підприємства надійно захищені від іноземних конкурентів, а часто й від внутрішніх. Частка четвертого сектора — 60 % структури зайнятості.

## Основні галузі економіки
Важлива галузь швейцарської економіки — це шоколад. Компанія Nestlé відома в усьому світі. Компанія вважається еталоном харчової промисловості. Більша частина шоколадних виробів випускається на заводі в місті Невшатель. Також важливе місце займає виробництво сиру (150 млн т на рік). За підсумками 2006 року швейцарська економіка визнана найконкурентнішою економікою у світі. У рейтингу Всесвітнього економічного форуму Швейцарія вперше потіснила Сполучені Штати і посіла перше місце. Запорукою успіху швейцарської економіки аналітики вважають прекрасну інфраструктуру, розумне керування, розвинений та ефективний ринок, постійне впровадження новітніх технологій.

## Сучасні тенденції
На початку XXI ст. Швейцарія поступово втрачає статус найбагатшої країни світу. Якщо виходити з розміру приросту ВВП за рік (8,285 млрд доларів), то Швейцарію обійшли Греція (9,324 млрд доларів), Іспанія (8,789 млрд доларів), Нідерланди (10,231 млрд доларів), а також низка інших країн. Останнім часом темпи розвитку швейцарської економіки дуже невисокі: у середньому за останні два десятиліття вони становили 1,25 %.
Швейцарія імпортує передусім сировину, напівфабрикати і споживчі товари. Щодо невеликих обсягів її внутрішнього ринку, то ця обставина змушує вітчизняних виробників виходити на європейський і міжнародний ринки. Щоб витримувати конкуренцію з боку іноземних фірм, вони повинні бути орієнтовані на випуск високоякісних товарів, оскільки невеликі розміри країни обмежують кількість вироблених товарів. Отже, імпортуючи відносно дешеву сировину, країна спеціалізується на виробництві високотехнологічної продукції.
Існує проблема збільшення витрат бюджетних засобів усіх рівнів, що викликало гострий дефіцит у сфері фінансування суспільних послуг. Швейцарія завжди мала порівняно невеликий рівень державних і муніципальних витрат у ВВП, однак останнім часом розрив з основними європейськими країнами скорочується. Взагалі, збільшуються витрати на потреби соціального забезпечення. Так, витрати на охорону здоров'я зараз досягають 10 % ВВП, що удвічі більше, ніж 30 років тому.

## Азартні ігри
Азартні ігри у Швейцарії є легальними з 1993 року, онлайн-казино є формально забороненими, але більшість гральних сайтів на території країни не заблоковано. Наглядом за казино займається «Федеральне агентство з азартних ігор» (Eidgenössische Spielbankenkommission або ESBK). У 2013—2020 ним керував Герман Бюрджі, з 1 січня 2021 агентством керує Фабіо Абате.